# Viktor Buniakovski

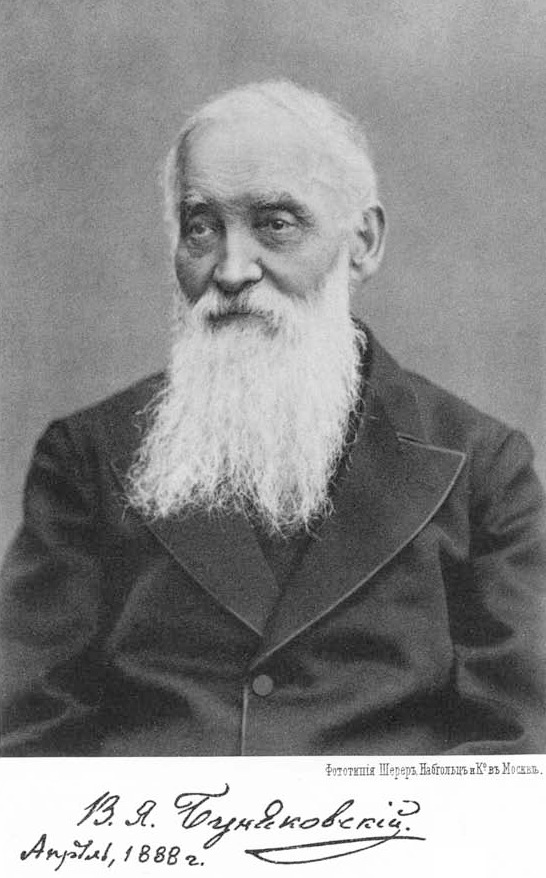
Viktor Buniakovski

Viktor Iakovlevici Buniakovski (n. 16 decembrie 1804 – d. 12 decembrie 1889) a fost un matematician rus, membru și apoi vicepreședinte al Academiei de Științe din Sankt Petersburg.
Este considerat fondatorul școlii ruse de teoria probabilităților.

## Biografie

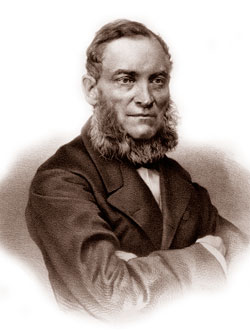
Buniakovski la tinereţe

Viktor Buneakovski s-a născut pe 16 decembrie 1804 în Bar, Ucraina.
Tatăl său era colonel.
La început Buniakovski a fost învățat acasă de către părinți.
În 1825 și-a dat doctoratul în științe matematice, susținând două lucrări, una de fizică matematică și alta de mecanică analitică.
Obține o bursă la Facultatea de Științe la Paris, unde îl are ca profesor pe Cauchy.
În 1826 a început să predea matematica și mecanica în primul corp de cadeți, mai târziu în corpul maritim și în Școala de căi ferate.
A ținut cursuri de analiză matematică, mecanică și teoria probabilităților la Universitatea de Stat din Sankt Petersburg.
În 1830 devine academician, ca ulterior să devină vicepreședinte al Academiei, funcție pe care o deține până la sfârșitul vieții.

## Contribuții matematice
Buniakovski a publicat peste 150 lucrări din diverse domenii ale matematicii (în special teoria numerelor, teoria probabilităților), precum și mecanică.
În 1846 publică un tratat de teoria probabilităților, în care sunt prezentate realizările în domeniu ale lui Siméon Denis Poisson și Pierre Simon Laplace.
În alte lucrări ulterioare se ocupă de aplicații ale teoriei probabilităților în: statistica demografică, de determinarea erorilor de observație și alte probleme similare.
În 1859 s-a ocupat de teoria liniilor paralele.
În ceea ce privește teoria numerelor, în 1870 a stabilit o propoziție generală din teoria resturilor pătratice, denumită de el teorema fundamentală pe care a utilizat-o cu succes la demonstrarea legii reciprocității pătratice.
Dar cel mai celebru rezultat al său este cel din analiză matematică: inegalitatea Cauchy-Buniakovski-Schwarz. Inegalitatea a fost publicată de Cauchy în 1821. În 1859 Buniakovski a reformulat-o pentru calculul integral.
A redactat și traduceri în rusă din lucrările lui Cauchy.
Buniakovski a avut ideea de a aplica gândirea matematică în studiul fenomenelor lingvistice.
Alături de Mihail Ostrogradski și Pafnuti Cebîșev, a pus bazele predării matematicii în învățământul superior în Rusia.
În 1875 S-a instituit "Premiul Buniakovski" pentru matematicieni.